# ماريتا لورينز
ماريتا لورينز (بالألمانية: Marita Lorenz)‏ (و. 1939 – م) هي كاتبة من ألمانيا ولدت في بريمن.

## روابط خارجية
- ماريتا لورينز على موقع IMDb (الإنجليزية)